# Daphne and Other Poems (tomik Fredericka Tennysona)

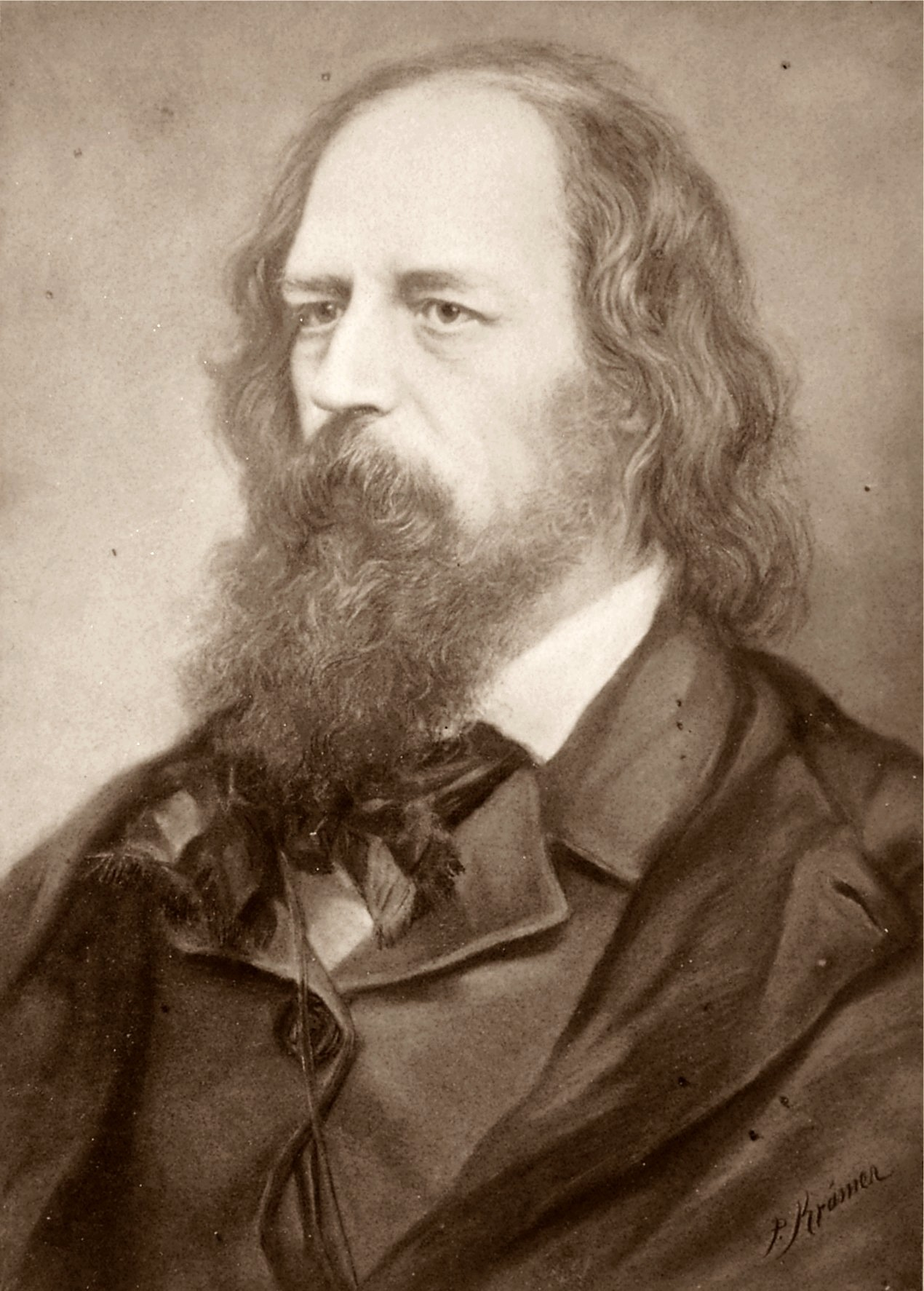
Alfred Tennyson był jednym z trzech braci uprawiających twórczość poetycką. Podczas gdy jego wiersze są powszechnie znane, utwory Fredericka Tennysona i Charlesa Tennysona Turnera poszły w zapomnienie

Daphne and Other Poems – tomik wierszy angielskiego poety Fredericka Tennysona, brata Alfreda Tennysona i Charlesa Tennysona Turnera, opublikowany w 1891 w Londynie nakładem oficyny Macmillan & Co. Zbiorek zawiera dłuższe poematy epickie pisane wierszem białym, szesnastoczęściowy Daphne, dziesięcioczęściowy Pygmalion, Ariadne, Hesperia, Atlantis, Halcyone, Psyche, Niobe, Aeson i King Athamas, oparte na mitologii greckiej. Ogółem tom liczy 522 strony.